# Specie di Carthamus
Elenco delle specie di Carthamus:

## A
- Carthamus arborescens L., 1753
- Carthamus atractyloides (Pomel) Greuter, 2003

## B
- Carthamus balearicus (J. J. Rodr.) Greuter, 2003
- Carthamus boissieri Halácsy, 1899

## C
- Carthamus caeruleus L., 1753
- Carthamus calvus (Boiss. & Reut.) Batt., 1889
- Carthamus carduncellus L., 1753
- Carthamus carthamoides (Pomel) Batt., 1889
- Carthamus catrouxii (Maire) Greuter, 2003
- Carthamus cespitosus (Batt.) Greuter, 2003
- Carthamus chouletteanus (Pomel) Greuter, 2003
- Carthamus creticus L., 1763
- Carthamus curdicus  Hanelt, 1936

## D
- Carthamus dentatus (Forssk.) Vahl, 1790
- Carthamus dianius (Webb) Coincy
- Carthamus duvauxii (Batt. & Trab.) Prain, 1908

## E
- Carthamus eriocephalus (Boiss.) Greuter, 2003

## F
- Carthamus fruticosus Maire, 1926

## G
- Carthamus glaucus M. Bieb., 1798
- Carthamus gypsicola Iljin, 1932

## H
- Carthamus helenioides Desf., 1799
- Carthamus hispanicus (DC.) Sch. Bip., 1846

## I
- Carthamus ilicifolius (Pomel) Greuter, 2003

## L
- Carthamus lanatus L., 1753
- Carthamus leucocaulos Sm., 1813

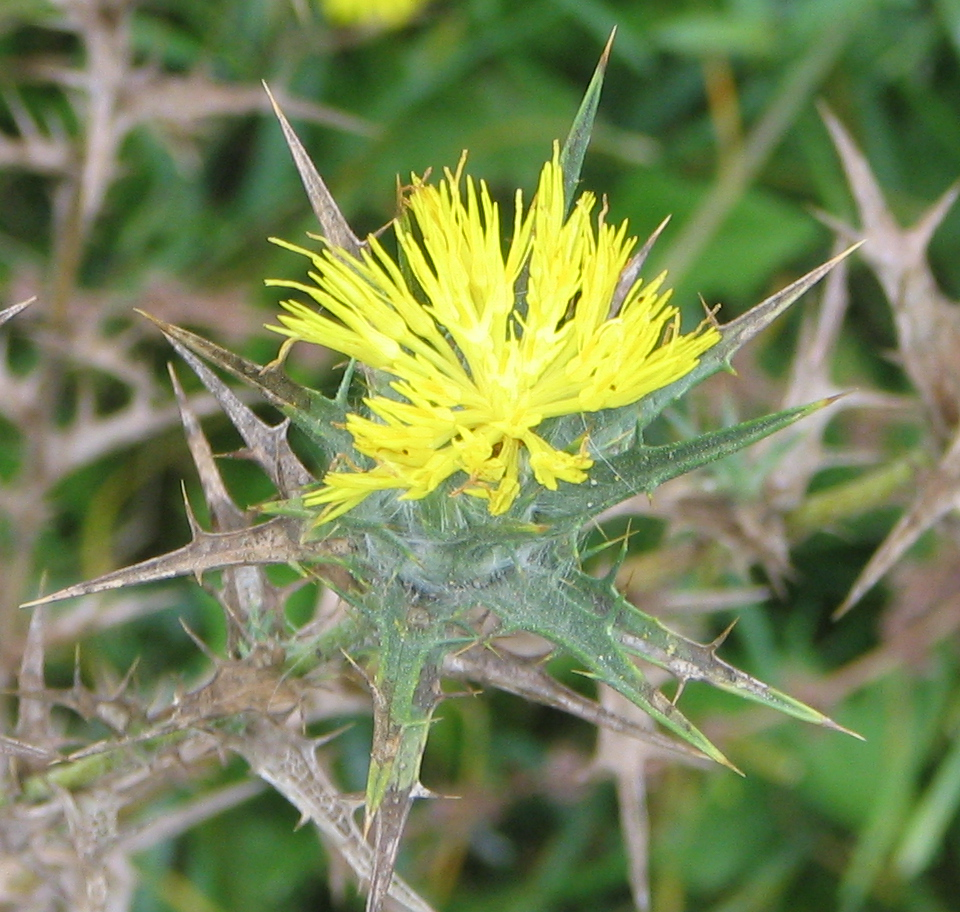
Carthamus lanatus

- Carthamus lucens  (Ball) Greuter, 2003

## M
- Carthamus mareoticus Delile, 1813
- Carthamus matritensis (Pau) Greuter, 2003
- Carthamus mitissimus L., 1753
- Carthamus multifidus Desf., 1799

## N
- Carthamus nitidus Boiss., 1875

## O
- Carthamus oxyacantha M. Bieb., 1798

## P
- Carthamus pectinatus Desf., 1799
- Carthamus persicus Willd., 1803
- Carthamus pinnatus Desf., 1799
- Carthamus plumosus (Pomel) Greuter, 2003
- Carthamus pomelianus (Batt.) Prain 1908

## R
- Carthamus reboudianus (Batt.) Prain, 1908
- Carthamus rechingeri P. H. Davis, 1953
- Carthamus rhaponticoides (Pomel) Greuter, 2003
- Carthamus rhiphaeus Font Quer & Pau, 1928

## S
- Carthamus strictus (Pomel) Batt., 1889

## T

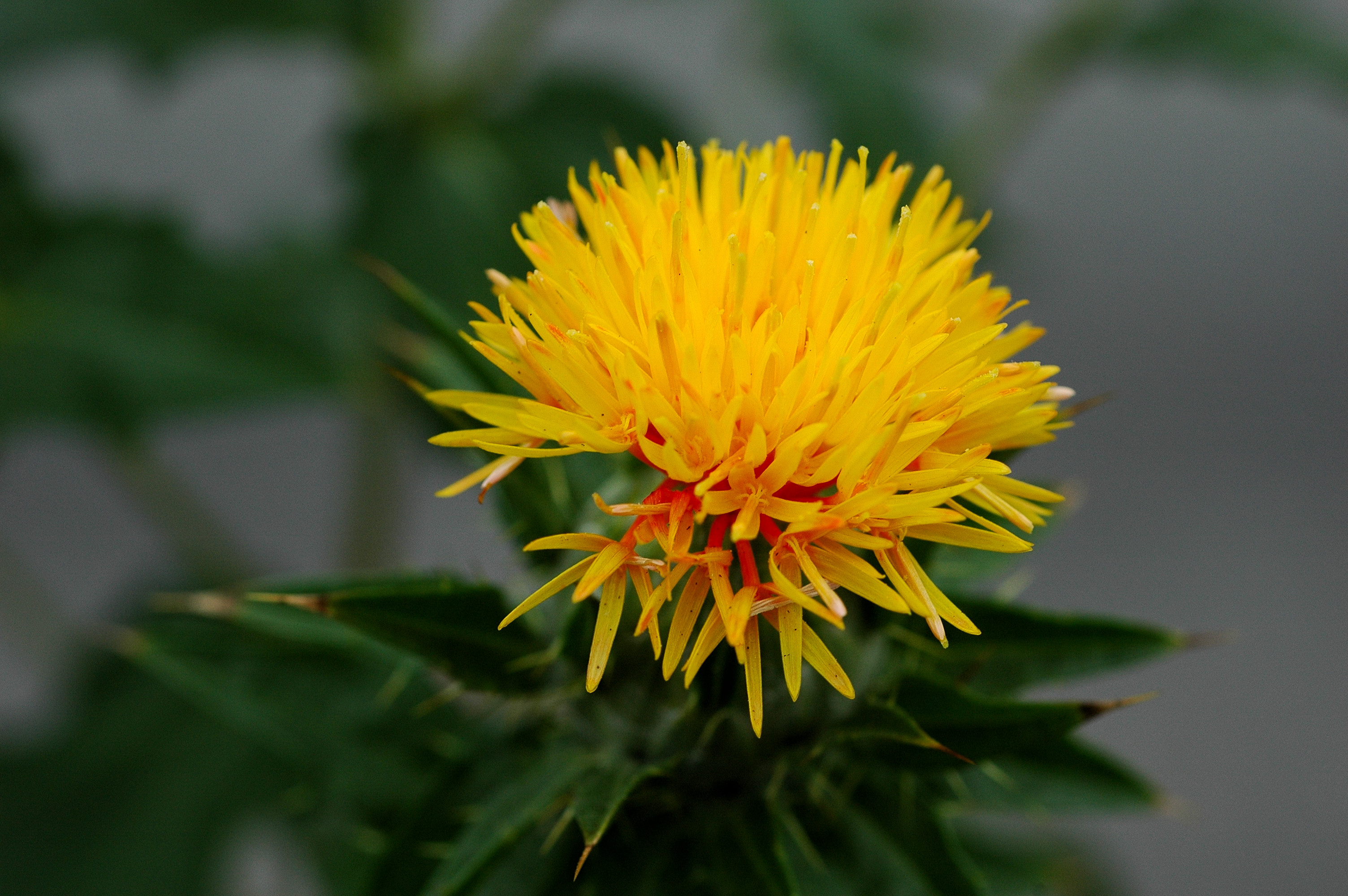
Carthamus tinctorius

- Carthamus tamamschjanae Gabrieljan, 1937
- Carthamus tenuis (Boiss. & Blanche) Bornm., 1889
- Carthamus tinctorius L., 1753